# Tyto
Tyto is een geslacht van uilen binnen de familie kerkuilen (Tytonidae), met als bekende soort de 'gewone' kerkuil. Het geslacht telt 18 soorten.

## Soorten
- Tyto alba  – Kerkuil
- Tyto aurantia  – New-britainkerkuil
- Tyto capensis  – Kaapse grasuil
- Tyto deroepstorffi  – Andamanenkerkuil
- Tyto furcata  – Amerikaanse kerkuil
- Tyto glaucops  – Hispaniolakerkuil
- Tyto inexspectata  – Minahassakerkuil
- Tyto javanica  – Oostelijke kerkuil
- Tyto longimembris  – Aziatische grasuil
- Tyto manusi  – Manuskerkuil
- Tyto multipunctata  – Kleine zwarte kerkuil
- Tyto nigrobrunnea  – Neumanns kerkuil
- Tyto novaehollandiae  – Australische kerkuil
- Tyto prigoginei  – Prigogines uil
- Tyto rosenbergii  – Sulawesikerkuil
- Tyto sororcula  – Molukse kerkuil
- Tyto soumagnei  – Madagaskargrasuil
- Tyto tenebricosa  – Zwarte kerkuil

## Fossiele soorten
Uilen die behoren tot het geslacht Tyto hebben in de loop van de evolutie een betere aanpassing ontwikkeld om eilanden te koloniseren - vandaar de vele, verschillende soorten en ondersoorten op de Indonesische Archipel -en dit in tegenstelling tot de andere uilen (Strigidae). In de loop van de verdere evolutie evenwel zijn een aantal van deze eilandsoorten dan weer uitgestorven, sommige reeds heel lang geleden, andere dan weer in recentere tijden. Een aantal van deze 'eiland'kerkuilen, voorkomend in het Mediterrane of het Caribisch gebied hadden echt grote tot reusachtige afmetingen. Enkele erkende soorten zijn:
- Tyto gigantea Ballmann, 1973: Van deze uil werden fossiele resten gevonden op het Gargano schiereiland ( Italië), daterend uit het Laat-Mioceen. Deze uil wordt groter geschat dan de huidige Oehoe (Bubo bubo).
- Tyto robusta Ballmann, 1973: fossiele resten bekend van het Gargano schiereiland in Italië, uit het Laat-Mioceen, wordt door sommige auteurs beschouwd als een synoniem van T. gigantea.
- Tyto balearica : fossiele resten uit Laat-Mioceen - Midden Pleistoceen
- Tyto sanctialbani: fossiele resten gevonden in Frankrijk, daterend uit het Laat - Mioceen
- Tyto mourerchauvireae: fossiele resten gevonden op Sicilië, daterend uit Midden - Pleistoceen
- Tyto cavatica
- Tyto noeli
- Tyto riveroi
- Tyto ostologa
- Tyto pollens
- Tyto cf. novaehollandiae
- Tyto letocarti
- Tyto melitensis